# Calpurnio Sículo
Calpurnio Sículo (en latín, Calpurnius Siculus) fue un poeta latino, natural de Sicilia, de mediados del siglo I.

## Obra
Se conocen de él siete églogas (en latín, eclogae) que se inspiran en los Idilios del poeta griego Teócrito y sobre todo en las Bucólicas del latino Virgilio. Se suele estar de acuerdo hoy en que otras cuatro églogas que se le suelen atribuir son más tardías y deben adjudicarse a Nemesiano. No se conoce casi nada sobre su vida, pero en su obra destaca su entusiasmo por el advenimiento de Nerón, que suscitaba sus esperanzas. Se ha hecho célebre su descripción del nuevo anfiteatro de madera construido por el nuevo emperador (el Coliseo no había sido construido todavía).